# Omanitherium dhofarensis
L'omaniterio (Omanitherium dhofarensis), il cui nome del genere deriva dal greco antico e significa "bestia dell'Oman", è un mammifero estinto appartenente ai proboscidati. Visse nell'Oligocene inferiore (circa 33 milioni di anni fa) e i suoi resti fossili sono stati ritrovati in Oman.

## Descrizione
Noto principalmente per una mandibola con denti, questo animale doveva essere abbastanza simile ad altri proboscidati primitivi come Barytherium e Numidotherium, con arti graviportali e un corpo massiccio. I molari e i premolari di Omanitherium sembrano avere una struttura intermedia tra quelli di Arcanotherium e di Barytherium, ma gli incisivi inferiori erano differenti da quelli di qualunque altro proboscidato paleogenico: erano molto grandi, a corona alta, conici e simili a zanne.

## Classificazione
Descritto per la prima volta nel 2012, Omanitherium dhofarensis è noto principalmente per una mandibola con denti ritrovata nella formazione Ashawq del Governatorato Dhofar nell'Oman. Si tratta del più antico proboscidato della penisola arabica; analisi filogenetiche indicano che Omanitherium potrebbe essere imparentato con l'eocenico Barytherium. Alcune caratteristiche di Omanitherium, come gli incisivi a forma di zanne e un forame anteriore ingrandito nella zona del mento, suggeriscono una possibile parentela con i deinoteriidi, la cui origine è stata a lungo un mistero.